# Bătălia de la Argeș
Bătălia de la Argeș a fost ultima confruntare a campaniei românești din anul 1916, finalizată prin victoria categorică a Puterilor Centrale și ocuparea orașului București în data de 6 decembrie 1916.

## Contextul istoric
Declarația de război formulată de Regatul Român la adresa Austro-Ungariei din data de 27 august 1916 a fost precedată de negocieri româno-ruse, prin care Imperiul Rus a acceptat pretențiile teritoriale ale Regatului Român cu privire la Banat, Transilvania și Bucovina, pe atunci părți ale Imperiului Austro-Ungar. Prin intrarea României de partea Antantei în primul război mondial, Puterile Centrale s-au văzut puse în situația de a deschide un nou front.
Armata română a pătruns în Transilvania, însă generalul Erich von Falkenhayn a reușit victoria în Bătălia de la Sibiu (1916), fapt care a oprit ofensiva română. Până în 8 octombrie 1916 generalul Falkenhayn a reușit să restabilească controlul și asupra Brașovului. La mijlocul lui noiembrie Puterile Centrale au reușit străpungerea liniei frontului în Bătălia din pasul Jiului, ceea ce a deschis înaintarea germană spre Craiova și București.